# 上県郡
- 日本 > 九州地方 > 長崎県 > 上県郡
- 令制国一覧 > 西海道 > 対馬国 > 上県郡

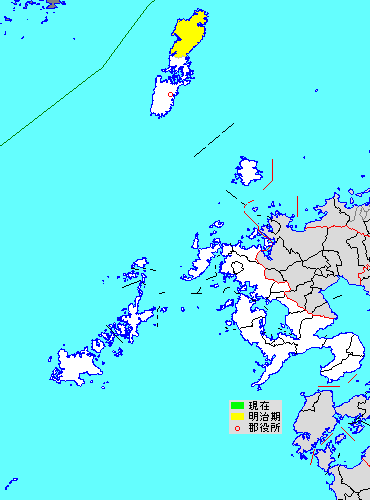
長崎県上県郡の位置

上県郡（かみあがたぐん）は、長崎県（対馬国）にあった郡。

## 郡域
1878年（明治11年）に行政区画として発足した当時の郡域は、対馬市の一部（峰町各町・上県町各町・上対馬町各町）にあたる。

## 歴史

### 古代
神護景雲2年に全国から善行の者9人が選ばれて賞を与えられて終生の税を免ぜられたと続日本紀にある。その中に対馬嶋上県郡の人で高橋連波自采女（貞婦・孝養）という者の名が見られる。

#### 式内社
『延喜式』神名帳に記される郡内の式内社。
| 神名帳                       | 神名帳                      | 神名帳 | 神名帳                 | 比定社       | 比定社                 | 比定社 | 集成 |
| 社名                         | 読み                        | 格     | 付記                   | 社名         | 所在地                 | 備考   | 集成 |
| ---------------------------- | --------------------------- | ------ | ---------------------- | ------------ | ---------------------- | ------ | ---- |
| 上県郡 16座（大2座・小14座） |                             |        |                        |              |                        |        |      |
| 和多都美神社                 |                             | 名神大 |                        | 和多都美神社 | 長崎県対馬市豊玉町仁位 |        |      |
| 和多都美神社                 | （論）海神神社              | 名神大 | 長崎県対馬市峰町木坂   | 対馬国一宮   |                        |        |      |
| 島大国魂神社                 | -オホクニタマノ -オホクタマ | 小     |                        |              |                        |        |      |
| 能理刀神社                   | ノリトノ                    | 小     |                        |              |                        |        |      |
| 天諸羽命神社                 | -モロハノ-                  | 小     |                        |              |                        |        |      |
| 天神多久頭多麻命神社         | アマノタクツタマノ-         | 小     |                        |              |                        |        |      |
| 宇努刀神社                   | ウヌトノ                    | 小     |                        |              |                        |        |      |
| 小枚宿祢命神社               | ヲヒラノ-                   | 小     |                        |              |                        |        |      |
| 那須加美乃金子神社           | ナスカミノカネノミコノ      | 小     |                        |              |                        |        |      |
| 伊奈久比神社                 | イナクヒノ                  | 小     |                        |              |                        |        |      |
| 行相神社                     | ユキアヒノ                  | 小     |                        |              |                        |        |      |
| 和多都美御子神社             |                             | 名神大 |                        | 海神神社     | 長崎県対馬市峰町木坂   |        |      |
| 和多都美御子神社             | （論）和多都美神社          | 名神大 | 長崎県対馬市豊玉町仁位 |              |                        |        |      |
| 和多都美御子神社             | （論）胡禄神社              | 名神大 | 長崎県対馬市上対馬町琴 |              |                        |        |      |
| 和多都美御子神社             | （参）和多都美御子神社      | 名神大 | 長崎県対馬市豊玉町仁位 |              |                        |        |      |
| 胡禄神社                     | コロクノ                    | 小     |                        |              |                        |        |      |
| 胡禄御子神社                 | コロクノ-                   | 小     |                        |              |                        |        |      |
| 島大国魂神御子神社           | シマオホクニタマノ-         | 小     |                        |              |                        |        |      |
| 大島神社                     | -シマノ                     | 小     |                        |              |                        |        |      |
| 波良波神社                   | ハラハノ                    | 小     |                        |              |                        |        |      |
| 凡例を表示                   |                             |        |                        |              |                        |        |      |

### 近世以降の沿革
- 明治初年時点では全域が対馬府中藩領であった。「旧高旧領取調帳」に記載されている明治初年時点での村は以下の通り。（45村）

五根緒村、舟志村、中原村、大増村、浜久須村、玖須村、唐舟志村、富ヶ浦村、網代村、比田勝村、古里村、西泊村、泉村、豊村、鰐浦村、河内村、大浦村、佐護村、西津屋村、佐須奈村、櫛村、佐賀村、志多賀村、小鹿村、一重村、葦見村、琴村、志多留村、伊奈村、越高村、御園村、犬ヶ浦村、樫滝村、瀬田村、飼所村、鹿見村、久原村、女連村、津柳村、青海村、木坂村、狩尾村、三根村、吉田村、賀佐村

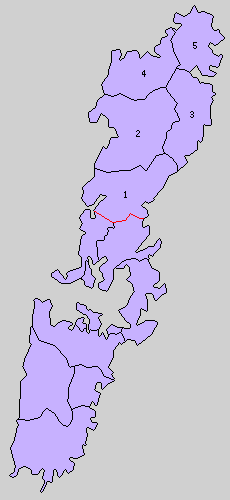
1.峰村 2.仁田村 3.琴村 4.佐須奈村 5.豊崎村（紫：対馬市）

- 明治2年8月7日（1869年9月12日） - 府中藩が改称して厳原藩となる。
- 明治4年
  - 7月14日（1871年8月29日） - 廃藩置県により厳原県の管轄となる。
  - 11月14日（1871年12月25日） - 第1次府県統合により伊万里県の管轄となる。
- 明治5年
  - 5月29日（1872年7月4日） - 佐賀県（第2次）の管轄となる。
  - 8月17日（1872年9月19日） - 長崎県の管轄となり、長崎県出張所巌原支庁が設置される。
- 明治11年（1878年）10月28日 - 郡区町村編制法の長崎県での施行により、行政区画としての上県郡が発足。上下県郡役所が下県郡厳原町に設置され、同郡とともに管轄。
- 明治16年（1883年）6月1日 - 厳原支庁が再設置。
- 明治17年（1884年）4月1日 - 上下県郡役所が廃止。以降は地域区分名称となる。
- 明治19年（1886年）8月18日 - 厳原支庁を対馬島庁と改称。
- 明治30年（1897年）4月1日 - 郡制を施行。

### 町村制以降の沿革
- 明治41年（1908年）4月1日 - 島嶼町村制の施行により、以下の各村が発足。全域が現・対馬市。（5村）
  - 峰村 ← 櫛村、佐賀村、志多賀村、賀佐村、吉田村、三根村、青海村、木坂村、狩尾村、津柳村
  - 仁田村 ← 久原村、鹿見村、樫滝村、飼所村、瀬田村、犬ヶ浦村、御園村、越高村、伊奈村、志多留村、女連村
  - 琴村 ← 小鹿村、一重村、琴村、葦見村、中原村、五根緒村、舟志村
  - 佐須奈村 ← 佐護村、佐須奈村、西津屋村
  - 豊崎村 ← 大増村、玖須村、浜玖須村、唐舟志村、富ヶ浦村、網代村、比田勝村、古里村、西泊村、河内村、大浦村、鰐浦村、泉村、豊村
- 大正15年（1926年）7月1日 - 郡制が廃止。内務省告示第82号により対馬島庁は対馬支庁に改組される。
- 昭和23年（1948年）12月1日 - 豊崎村が町制施行して豊崎町となる。（1町4村）
- 昭和30年（1955年）
  - 1月1日 - 豊崎町・琴村が合併して上対馬町が発足。（1町3村）
  - 4月15日 - 仁田村・佐須奈村が合併して上県町が発足。（2町1村）
- 昭和51年（1976年）4月1日 - 峰村が町制施行して峰町となる。（3町）
- 平成16年（2004年）3月1日 - 峰町・上県町・上対馬町が下県郡厳原町・美津島町・豊玉町と合併して対馬市が発足。同日上県郡消滅。長崎県内では1896年の郡の再編以来、壱岐郡・下県郡と共に初の郡消滅となった。

### 変遷表
| 明治41年以前                                                                                          | 明治41年4月1日 | 明治41年 - 昭和24年         | 昭和25年 - 昭和34年     | 昭和35年 - 昭和64年      | 平成1年 - 現在              | 現在   |
| --- | -------------- | --------------------------- | ----------------------- | ------------------------ | --------------------------- | ------ |
| 大増村 玖須村 浜玖須村 唐舟志村 富ヶ浦村 網代村 比田勝村 古里村 西泊村 河内村 大浦村 鰐浦村 泉村 豊村 | 豊崎村         | 昭和23年12月1日 町制 豊崎町 | 昭和30年1月1日 上対馬町 | 上対馬町                 | 平成16年3月1日 対馬市の一部 | 対馬市 |
| 小鹿村 一重村 琴村 葦見村 中原村 五根緒村 舟志村                                                      | 琴村           | 琴村                        | 昭和30年1月1日 上対馬町 | 上対馬町                 | 平成16年3月1日 対馬市の一部 | 対馬市 |
| 久原村 鹿見村 樫滝村 飼所村 瀬田村 犬ヶ浦村 御園村 越高村 伊奈村 志多留村 女連村                      | 仁田村         | 仁田村                      | 昭和30年4月15日 上県町  | 上県町                   | 平成16年3月1日 対馬市の一部 | 対馬市 |
| 佐護村 佐須奈村 西津屋村                                                                              | 佐須奈村       | 佐須奈村                    | 昭和30年4月15日 上県町  | 上県町                   | 平成16年3月1日 対馬市の一部 | 対馬市 |
| 櫛村 佐賀村 志多賀村 賀佐村 吉田村 三根村 青海村 木坂村 狩尾村 津柳村                                 | 峰村           | 峰村                        | 峰村                    | 昭和51年4月1日 町制 峰町 | 平成16年3月1日 対馬市の一部 | 対馬市 |

## 行政
上下県郡長
| 代 | 氏名 | 就任年月日                 | 退任年月日                | 備考                   |
| -- | ---- | -------------------------- | ------------------------- | ---------------------- |
| 1  |      | 明治11年（1878年）10月28日 |                           |                        |
|    |      |                            | 明治17年（1884年）3月31日 | 郡役所廃止により、廃官 |

上県郡長を務めた主な人物
- 相良正樹